# Андріївська селищна рада (Балаклійський район)
Андрі́ївська се́лищна ра́да — орган місцевого самоврядування в Балаклійському районі Харківської області. Адміністративний центр — селище міського типу Андріївка.

## Загальні відомості
- Андріївська селищна рада утворена в 1963 році.
- Територія ради: 94,106 км²
- Населення ради: 9 705 осіб (станом на 2001 рік)
- Територією ради протікає річка Сіверський Донець.

## Населені пункти
Селищній раді підпорядковані населені пункти:
- смт Андріївка

## Склад ради
Рада складається з 30 депутатів та голови.
- Голова ради: Бабаков Євген Олексійович
- Секретар ради: Сафонова Вікторія Володимирівна

### Керівний склад попередніх скликань
| Прізвище, ім'я, по батькові | Основні відомості                                                        | Дата обрання | Дата звільнення |
| --------------------------- | ------------------------------------------------------------------------ | ------------ | --------------- |
| Бабаков Євген Олексійович   | Селищний голова, 1970 року народження, освіта вища, безпартійний         | 26.03.2006   | 31.10.2010      |
| Бабаков Євген Олексійович   | Селищний голова, 1970 року народження, освіта вища, член Партії регіонів | 31.10.2010   |                 |

Примітка: таблиця складена за даними сайту Верховної Ради України

### Депутати
За результатами місцевих виборів 2010 року депутатами ради стали:

#### За суб'єктами висування
| Суб'єкт висування | Кількість обраних депутатів | %   |
| ----------------- | --------------------------- | --- |
| Партія регіонів   | 30                          | 100 |

#### За округами
| № округу        | Прізвище, ім'я, по батькові      | Дата визнання обраним | Освіта             | Партійна приналежність | Відомості про обраного депутата                       |
| --------------- | -------------------------------- | --------------------- | ------------------ | ---------------------- | ----------------------------------------------------- |
| Партія регіонів |                                  |                       |                    |                        |                                                       |
| 1               | Сафонова Вікторія Володимирівна  | 01.11.2010            | вища               | член Партії регіонів   | Андріївська селищна рада, секретар                    |
| 2               | Коробка Віктор Андрійович        | 01.11.2010            | вища               | член Партії регіонів   | пенсіонер                                             |
| 3               | Кулик Валентин Іванович          | 01.11.2010            | середня            | член Партії регіонів   | приватний підприємець                                 |
| 4               | Лебідь Раїса Олександрівна       | 01.11.2010            | середня            | член Партії регіонів   | Андріївська селищна рада, рахівник-касир              |
| 5               | Теплова Раїса Павлівна           | 01.11.2010            | середня            | член Партії регіонів   | Андріївський будинок культури, директор               |
| 6               | Ткачова Раїса Василівна          | 01.11.2010            | середня            | член Партії регіонів   | пенсіонер                                             |
| 7               | Бузнікова Світлана Іванівна      | 01.11.2010            | середня спеціальна | член Партії регіонів   | Андріївський дошкільний навчальний заклад, вихователь |
| 8               | Дуб Ірина Олексіївна             | 01.11.2010            | середня            | член Партії регіонів   | Андріївська селищна рада, діловод                     |
| 9               | Яцун Олександр Миколайович       | 01.11.2010            | середня            | член Партії регіонів   | ШВПГКН, апаратник                                     |
| 10              | Лисенко Світлана Олександрівна   | 01.11.2010            | вища               | член Партії регіонів   | Андріївська загальноосвітня школа № 1, вчитель        |
| 11              | Бутко Світлана Василівна         | 01.11.2010            | середня            | член Партії регіонів   | Балаклійське БТІ, інвентаризатор                      |
| 12              | Арутюнян Саргіс Айкарамович      | 01.11.2010            | середня            | член Партії регіонів   | приватний підприємець                                 |
| 13              | Щиров Олександр Семенович        | 01.11.2010            | середня            | член Партії регіонів   | тимчасово не працює                                   |
| 14              | Коновалов Олександр Анатолійович | 01.11.2010            | вища               | член Партії регіонів   | тимчасово не працює                                   |
| 15              | Круковський Іван Йосипович       | 01.11.2010            | незакінчена вища   | член Партії регіонів   | ВВСЗ і ТФБУ Укрбургаз, майстер цеху                   |
| 16              | Водолажський Леонід Іванович     | 01.11.2010            | середня спеціальна | член Партії регіонів   | пенсіонер                                             |
| 17              | Дросєва Ірина Василівна          | 01.11.2010            | вища               | член Партії регіонів   | Андріївська селищна рада, спеціаліст-землевпорядник   |
| 18              | Міщенко Леонід Іванович          | 01.11.2010            | вища               | член Партії регіонів   | ШВТТ і СТ, слюсар                                     |
| 19              | Бутко Сергій Іванович            | 01.11.2010            | вища               | член Партії регіонів   | ШВТТ і СТ, майстер                                    |
| 20              | Протопопова Тамара Савалонівна   | 01.11.2010            | вища               | член Партії регіонів   | ДНЗ «Сонечко», завідувачка                            |
| 21              | Русецька Тамара Петрівна         | 01.11.2010            | середня            | член Партії регіонів   | приватний підприємець                                 |
| 22              | Житньов Олександр Костянтинович  | 01.11.2010            | вища               | член Партії регіонів   | майстер, андріївське відділення зв'язку               |
| 23              | Шелудько Володимир Михайлович    | 01.11.2010            | вища               | член Партії регіонів   | пенсіонер                                             |
| 24              | Сумець Володимир Степанович      | 01.11.2010            | незакінчена вища   | член Партії регіонів   | приватна фірма, бригадир                              |
| 25              | Сікальчук Федір Михайлович       | 01.11.2010            | вища               | член Партії регіонів   | Андріївське лісництво, майстер                        |
| 26              | Мокрій Ганна Григорівна          | 01.11.2010            | вища               | член Партії регіонів   | Азагальноосвітня школа № 2, вчитель                   |
| 27              | Шелест Ігор Миколайович          | 01.11.2010            | середня            | член Партії регіонів   | ШГПУ «Шебелинкагазвидобування», водій                 |
| 28              | Бобро Валентина Василівна        | 01.11.2010            | вища               | член Партії регіонів   | Андріївська вечірня школа, вчитель                    |
| 29              | Кисла Тетяна Василівна           | 01.11.2010            | середня спеціальна | член Партії регіонів   | ДНЗ «Сонечко», вихователь                             |
| 30              | Крячко Світлана Вікторівна       | 01.11.2010            | вища               | член Партії регіонів   | Андріївська селищна рада, головний бухгалтер          |